# Saab Automobile
Saab Automobile var en svensk biltillverkare. Varumärket för personbilar övertogs efter Saabs konkurs i december 2011 av National Electric Vehicle Sweden AB (NEVS), som år 2012 köpte konkursboet efter Saab Automobile AB. Den 21 juni 2016 meddelade NEVS att man kommer att använda NEVS som varumärke på framtida bilar. Den första bilen med det nya namnet som producerades blev en elbil modell Nevs 9-3 som lanserades den 6 december 2017 i Kina. I maj 2018 meddelade NEVS att man fått resurser till att bygga en elbilsfabrik i Kina.
Verksamheten grundades 1947 i Linköping, då försvarskoncernen Saab presenterade sin första personbil, Saab 92001. Företaget nådde stora framgångar under den senare halvan av 1900-talet med modeller som Saab 900 och Saab 9000.
År 1989 flyttades Saabs personbilsdivision till ett separat bolag, kallat Saab Automobile AB, som då var till hälften ägt av amerikanska General Motors, som helt tog över ägandeskapet från år 2000. Det var under denna tid som modellerna Saab 9-3 och Saab 9-5 introducerades på den globala marknaden.
2010 såldes bolaget till det nederländska bolaget Spyker, som sedan tidigare bedrivit småskalig tillverkning av sportbilar. Bolaget försattes i konkurs under december 2011, men då hade produktionen redan upphört sedan april samma år. Cirka ett halvår senare, i juni 2012, meddelade konkursförvaltarna att det nybildade konsortiet National Electric Vehicle Sweden, förkortat NEVS, tecknat avtal om att förvärva samtliga tillgångar i konkursboet efter Saab Automobile AB. I och med detta förvärvade NEVS även rättigheterna till att nyttja varumärket Saab. Under 2013 återupptogs serieproduktionen av Saab 9-3 på Stallbacka i Trollhättan. Dessa bilar producerades fram till 2015 och för närvarande[när?] används anläggningen i Trollhättan för reservdelsproduktion i regi av Orio (tidigare Saab Automobile Parts), samt utveckling av framtida el- och hybridbaserade bilmodeller.
Idag nyttjas varumärket Saab, förutom av Saab AB, även av reservdelsföretaget Orio AB (tidigare Saab Automobile Parts AB). Orio AB bedriver produktion och distribution av reservdelar och tillbehör till Saab, både direkt, till privatkunder och till auktoriserade återförsäljare, samt agerar paraplyorganisation för de auktoriserade Saab Servicecenter som finns runt om i världen.

## Historia

### Saab personbilsdivision

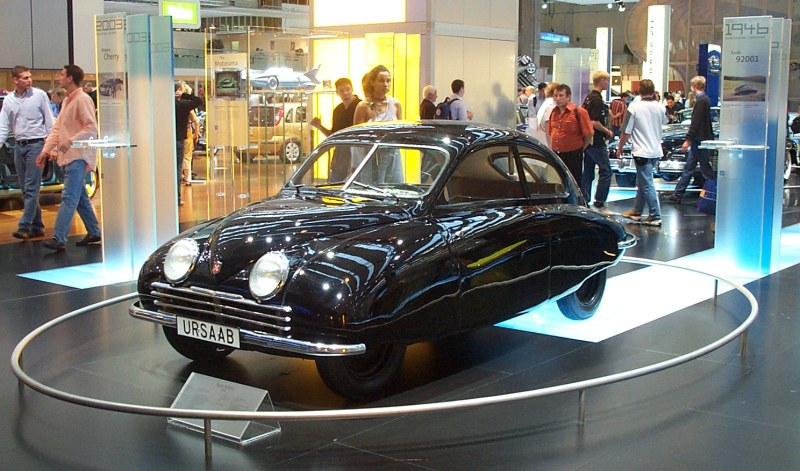
Ursaaben 92001, prototypen till Saab 92.

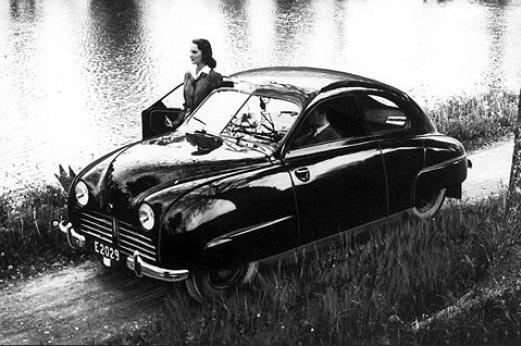
Saabs första personbil, Saab 92 (1947).

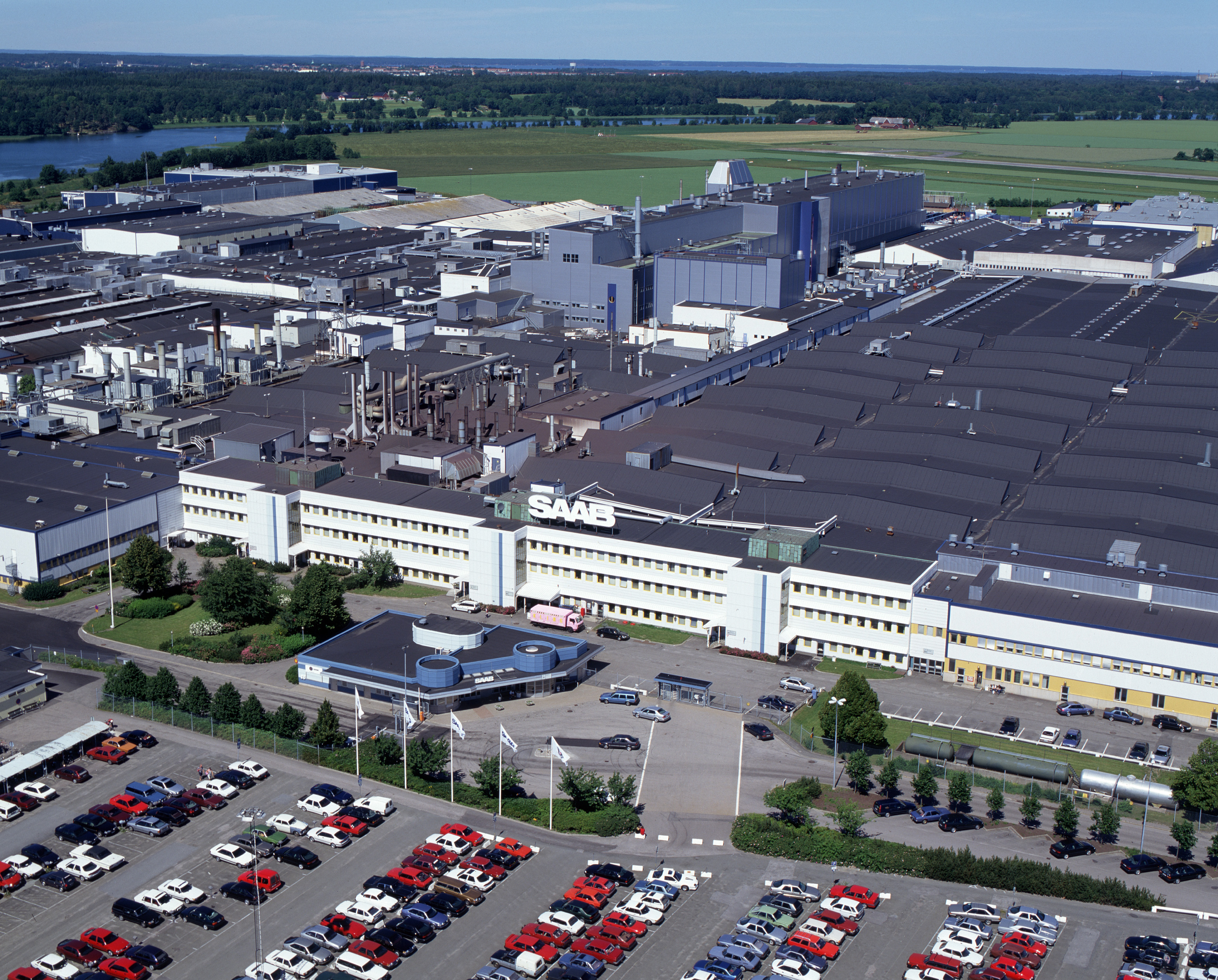
Saabfabriken i Trollhättan.

Saab grundades som flygplanstillverkare 1937 som ett samarbete mellan NOHAB i Trollhättan och ASJA i Linköping, men det skulle dröja ytterligare tio år innan den första Saab-bilen såg dagens ljus.
Andra världskrigets slut föranledde nya tankar och idéer inom Saab, som efter kriget förväntade kraftigt minskad orderingång på flygplan vilket hade inneburit övertalighet för både ingenjörer och i produktionen i Trollhättan.
Förutom att bredda den civila produktionen av flygplan diskuterades en mängd alternativa projekt, biltillverkning diskuterades än mer frekvent i styrelse och företagsledning efter Volvo hade presenterat sin mindre familjebil PV444 i Tennishallen i Stockholm den 1 september 1944.
Redan i oktober samma år engagerades Hugo Möller och designern Sixten Sason till att ta fram ett beslutsunderlag inför det kommande bolagsstyrelsemötet i juni. Parallellt med detta arbete valdes Gunnar Ljungström ut av företagsledningen till att leda den snabb förstudie avseende vilka komponenter och system som krävdes för att tillverka en komplett bil. Ledningen föreslog en bil i ett lågprissegment likt förkrigsbilar som DKW.
På styrelsesammanträdet i bolaget den 14 juni 1945 finns dokumentation på att man beslöt, "att en undersökning skulle göras angående lämpligheten av att taga upp biltillverkning vid Saab". Under ledning av Ljungström arbetade sedan 15 stycken flygingenjörer vidare med att utveckla en personbil och Sason stod för designen.
Den 16 januari 1946 beslöt man att bygga en prototyp i Saabs verkstäder i Linköping och den första prototypen, Saab 92001, även kallad "ur-Saaben" eller 92001, var klar att visas för bolagsledningen i Linköping redan den 4 juni 1946.
Beslut togs att ytterligare tre provbilar skulle byggas i det serieutförande man nu beslutat och som innehöll ett antal förändringar jämfört med den första prototypen. Provbil nummer två var färdig i maj 1947 och nummer tre en månad senare. (Man tog enbart fram plåtdetaljer till ännu den tredje provbilen.)
Den 10 juni 1947, premiärvisades den nya bilen för en samling inbjudna journalister i personalmatsalen på Saabs kontor Linköping. Bilen som visades upp för pressen var prototyp nummer två (92002).
Fram till dess hade allt utvecklingsarbete skett på Saab i Linköping, men på hösten 1947 flyttades hela den nya "bilavdelningen" till Trollhättan. Den nya personbilsavdelningen var inte större än att personalen kunde transporteras i de båda provbilarna ”Ettan” och ”Tvåan”. Motorutvecklingen leddes av den tävlingsintresserade motoringenjören Rolf Mellde som kommit till Saab i september 1946.
Det dröjde dock till december 1949 innan serieproduktionen av företagets första personbil Saab 92 kunde starta i Trollhättan. Bilarna såldes som årsmodell 1950.
Ingenjörerna utnyttjade sina kunskaper från flyget och konstruerade bilen så att den fick god aerodynamik. Bilen hade framhjulsdrift, vilket var ovanligt vid den här tiden. Bilen var enkel, med en tvåcylindrig tvåtaktsmotor (764 cm³), och treväxlad växellåda. Motorn var tvärställd, med växellådan intill, något som på denna tid var ovanligt men som idag är något av en branschstandard. Den var försedd med frihjul, eftersom en tvåtaktsmotor som smörjs via oljeblandad bensin inte tål motorbromsning (smörjningen blir för dålig då bränsletillförseln stryps). För att minimera tillverkningskostnaderna hade den till en början ingen bagagelucka – den kom på årsmodell 1953 då även en större bakruta tillkom.
Initialt skedde all personbilsproduktion av Saab i Trollhättan, men för att för klara den stora efterfrågan och frigöra produktionskapacitet i Trollhättan, köpte man en gammal tvättmaskinsfabrik i Göteborg dit motor- och växellådstillverkningen flyttades 1953.
1956 presenterades Saab 93 med trecylindrig tvåtaktsmotor (748 cm³), och 1958 fick den hel välvd framruta (odelad). Den kallades från och med detta år Saab 93B. Senare på året 1959 lanserades en kombiversion av Saab 93 (Saab 95), vilken även hade en fyrväxlad växellåda. 1960 presenterades den nya Saab 96, med större motor (841 cm³), framhängda dörrar (som även fanns på den sista versionen av 93-93F) samt ett omarbetat bakparti med större bakruta. 1959 invigdes den nya moderna fabriken på Stallbacka i Trollhättan och samtidigt byggdes Göteborgsfabriken ut för att klara en produktion på 60 000 bilar per år. Saabs tillverkning ökade från en årsproduktion på 5600 bilar år 1955 till 26 000 bilar 1960 och 1970 tillverkade Saab 74 000 bilar.
Saab var från början framgångsrikt i rally med bland andra Rolf Mellde (som var en av konstruktörerna), Greta Molander, Carl-Magnus Skoog och Erik Carlsson "På taket", som var den mest kände föraren med framgångar i bland annat Monte Carlo-rallyt och RAC-rallyt.

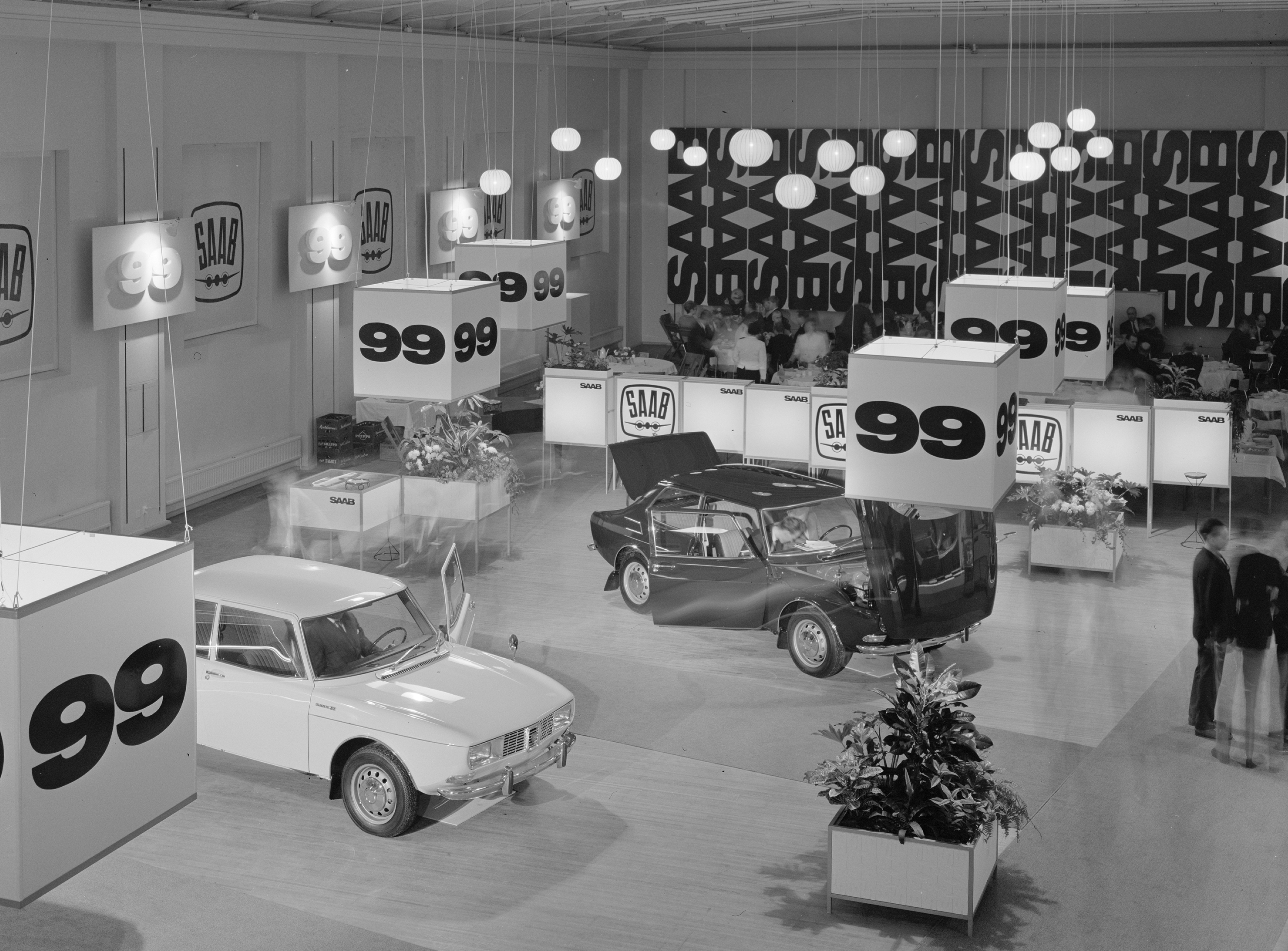
Premiärvisningen av den nya SAAB 99 som ägde rum i Teknoramas hörsal på Tekniska museet den 22 november 1967

### Saab och ANA
Den 4 februari 1960 slutfördes Saabs köp av Aktiebolaget Nyköpings Automobilfabrik (ANA). ANA:s aktieägare fick 18 miljoner kronor i köpeskilling samt sina fordringar på ANA inlösta kontant. Med förvärvet skapades en organisation som inkluderade både biltillverkning, bilimport, traktorimport och återförsäljarnät. Sammanlagt förfogade man nu över mer än 100 återförsäljare och ett brett produktprogram: Saab 96 och 95, Chrysler, Plymouth, Dodge, Valiant och traktorer från Massey-Ferguson. Den formella säljstarten för Saab i ANA:s regi var den 1 september 1960.
Efter ett stort försäljningsras i mitten av 1960-talet tvingades Saab att skaffa fram en modernare motor till Saab 96 och Saab 95. Efter utvärdering av ett antal olika alternativ föll valet på en V4-motor på 1,5 liter från Ford i Köln, (men ursprungligen konstruerad i USA för Ford Cardinal). Många motorer utvärderade men kanske påverkades man av att Ford använt Saab som testbilar i USA för V4-motorn redan 1959. För att snabbt skaffa kompetens inom detta område lockades motorkonstruktören Per Gillbrand över från Volvo 1964. Den nya V4-motorn från Ford lanserades från och med 1966 års modell i både Saab 96 och Saab 95. Tvåtaktsmotorn fanns kvar som ett alternativ fram till och med 1968, då den ersattes helt av V4-motorn. 1965 bytte företaget namn från SAAB till Saab AB, och därmed upphörde företagsnamnet och varumärket att skrivas ut med versaler.
Det stora försäljningslyftet skulle dock komma i och med lanseringen av Saab 99 1967.

### Saab-Scania

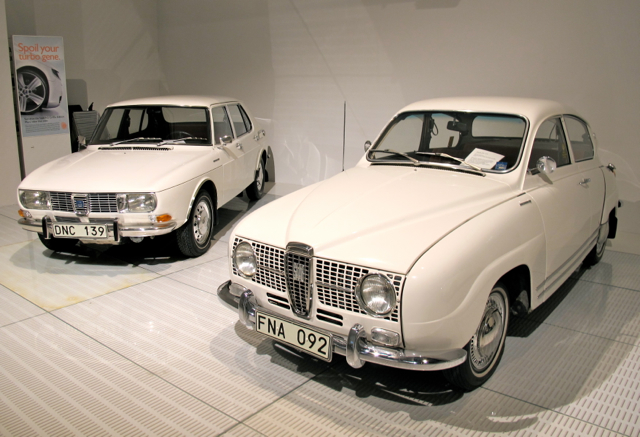
Saab 99 och Saab 96 ingick i 60- och 70-talets modellprogram.

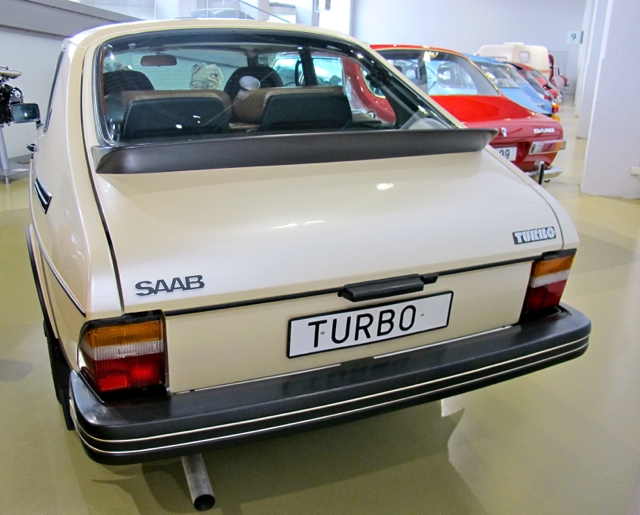
Saab 99 Turbo blev början på stora turboframgångar för Saab.

1968 blev Saab en del av Saab-Scania, och Saabs personbilsdivision och Scanias lastbilsdivision blev närstående. I samband med samgåendet bildades Bildivisionen där last- och personbilar samt bussar samlades med huvudkontor i Södertälje. 1972 delades denna i Scaniadivisionen och Personbilsdivisionen. Saabs personbilsdel fick nu huvudkontor i Nyköping med Torsten Arnheim som chef. Gripen i Saabs emblem som infördes 1984 som koncernens logotyp hämtades från Scania och denna gemensamma nämnare var en kvarleva från Saab-Scaniatiden som fanns kvar på Saabs bilar även efter delningen på 1990-talet.
På 1970-talet hade Saab, förutom i Trollhättan, även tillverkning i Arlöv (montering av Saab 95), Nyköping (avgassystem, bensintankar), Kramfors (kylare), Kristinehamn (bakaxlar, framvagnar), Södertälje (motorer) och Göteborg (växellådor). Tidigare hade man även tillverkning av tvåtaktsmotorer i sin Göteborgsfabrik. 2009 slutade Saab producera den första generationen av Saab 9-5 och då upphörde också Saabs tillverkning av motorer (Södertälje) och växellådor (Göteborg) eftersom de nya modellerna istället hade motorer från andra biltillverkare.
Utanför Sverige hade Saab monteringsfabriker i Nystad i Finland (OY Saab Valmet Ab), öppnad 1969, och i Mechelen i Belgien (Saab-IMA). Belgiska IMA satte i två omgångar samman Saab-modeller, första gången 1959–1960 då Saab 93 och Saab 96 tillverkades. 1973 skrevs ett avtal mellan IMA och Saab om tillverkning av Saab 99 i ett joint-venture kallat Saab-IMA eller Sobelmotors. Tillverkningen lades ned 1978.
Saab hade även tillverkning i Belgien 1959-60, 1962-63 samt 1967–1971. Vidare så monterades 9.630 bilar i Danmark 1967-63 och ca. 500 bilar i Uruguay 1967-70. 1975 tillverkade Saab 100 000 personbilar.
Under 1970-talet stagnerade biltillverkningen på grund av dålig lönsamhet. Inga nya modeller presenterades, utan i stället satsades det på vidareutveckling av Saab 99. 1974 vidareutvecklades Saab 99 då den även började säljas som kombikupé under namnet Saab 99 Combi Coupé. 1976 tillverkades den miljonte Saab-bilen.
1977 fanns långtgående planer på att slå samman Saabs personbilsdivision med Volvos, men planerna skrinlades efter protester från Saab. Sten Wennlo blev chef för Saabs personbilsdivision 1976. Wennlo var bland annat med och beslutade om Saabs satsning på turbotekniken i slutet av 1970-talet. 1977 presenterades Saab 99 Turbo på Frankfurtsalongen men de stora försäljningsframgångarna kom med Saab 900. Lanseringen av turbomotorn ledde även till att Saab gick med storvinst under ett par år i slutet av 1970-talet och början på 1980-talet.[källa behövs] Tävlingsframgångarna i rally fortsatte, främst med Stig Blomqvist och Per Eklund. Den sista stora segern med Saab 96 V4 var i Svenska Rallyt 1976 med Per Eklund vid ratten. Även i rallycross, som blev väldigt populärt på 1970-talet, skördade bland andra Roger Johansson från Trollhättan stora framgångar. 1981 lade Saab ned den officiella tävlingsverksamheten och de flesta medarbetarna på tävlingsavdelningen fick andra arbetsuppgifter på Saab tekniska utvecklingsavdelning.
En milstolpe för biltillverkaren kom när Saab Turbo lanserades 1978. Det var den första bilen med en turbomotor som var pålitlig och hållbar nog att användas i dagligt bruk.[källa behövs] Den första turbomotorn monterades i en Saab 99 Turbo.
1978 kom den första Saab 900, en vidareutveckling av Saab 99 med bl.a. längre nosparti för att klara kraven från de nya krocktester som började användas för att uppnå större säkerhet för passagerarna i fordonet. Saab 900 fanns från 1979 i en turboversion som lyfte företagets försäljning i början av 1980-talet. 1981 hade Saab tillverkat 100 000 bilar med turbo. Automatic Performance Control, som lanserades 1980, utvecklades av Saab för att få bukt med motorskador på turbomotorerna orsakade av dålig bränslekvalitet – och för att få turbomotorerna mer bränslesnåla.
Saab hade inte tillräckligt med resurser för att själva utveckla en ny modell och inledde således ett samarbete med italienska Lancia. 1980–1982 producerades Lancia Delta för den nordiska marknaden under namnet Saab-Lancia 600. Modellen var tänkt att fungera som instegsmodell och ersättare för den nedlagda Saab 96. Samarbetet innebar även att Saabåterförsäljare sålde Autobianchi A112 i Sverige. Via samarbetet De fyras klubb med Lancia samt Fiat och Alfa Romeo lanserades Saab 9000 1984. Saab kom därmed in i ett större segment av så kallade premiumbilar. Cabrioletversionen av Saab 900 lanserades 1986 och blev ett lyckokast för Saab som kunde fira framgångar på den viktiga USA-marknaden. 1984 tillverkade Saab för första gången över 100 000 bilar på ett år och 1987 nådde bolaget en ny toppnotering på 134 000 tillverkade bilar. Saab hade nu stora förhoppningar om att nå en årsproduktion på 180 000 bilar. Saab-fabriken i Malmö byggdes och togs i drift hösten 1989 men lades ned två år senare. Saab lyckades inte nå produktionsmålen. 1988 deklarerade bolaget en förlust på 205 miljoner kronor och 1989 en förlust på nästan 2 miljarder kronor.

### Saab Automobile

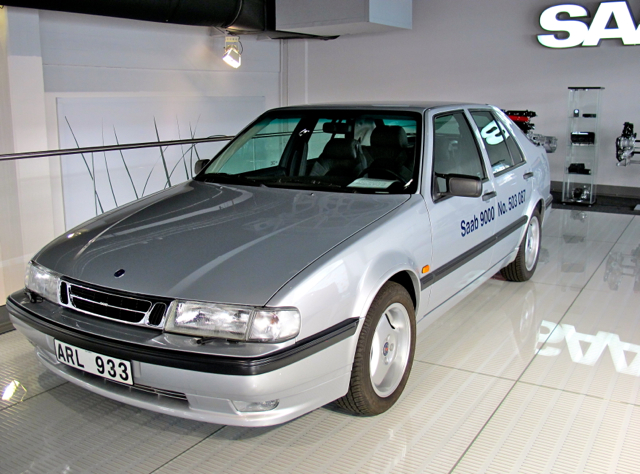
Saab 9000.

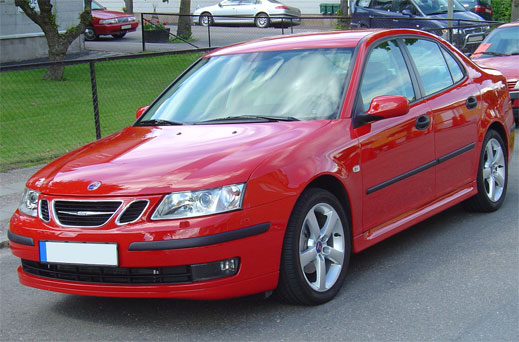
Saab 9-3 SportSedan (2003−2007).

I slutet av 1980-talet blev ekonomin återigen sämre, och efter bland annat samtal med japanska Mazda och amerikanska Ford om samarbete beslutade Investor 1990 att hälften av personbilsdivisionen inom dåvarande Saab-Scania skulle säljas till General Motors (GM) och heta Saab Automobile AB. Saab Automobile bildades 1 januari 1990 och ny VD blev David Herman. I det nya bolaget återfanns, förutom tillverkningen av Saabs personbilar, även utveckling och tillverkning av motorer och växellådor. Nu flyttade också huvudkontoret från Nyköping till Trollhättan. Kvar i Nyköping blev reservdelslager.
1995 upphörde Saab-Scania att existera då verksamheten delades i Scania AB och Saab AB. När Saab-Scania upplöstes ägdes Saab Automobile senare under 1990-talet av både det svenska investmentbolaget Investor och General Motors men sedan 2000 enbart av General Motors. Saab började under 1990-talet använda mycket teknik från likaså GM-ägda Opel, men GM har också använt Saabs växellåda i sina andra märken. Den första Saaben som utvecklades under GM:s ägarskap var den nya Saab 900 som har flera gemensamma komponenter med Opel Vectra. Personbilstillverkningen pendlade mellan 80 000 och 120 000 bilar per år de åren. Saab hade inte lyckats nå upp till målet om att sälja 150 000 bilar per år och deklarerade stora förluster.
1997 lanserades Saab 9-5 som ersatte den föråldrade Saab 9000. Saab följde upp sedanmodellen med en kombimodell 1999 som blev mycket populär i Sverige. Det var första gången sedan tillverkningen av Saab 95 lades ned (1978) som Saab tillverkade en kombimodell. 1995 var det senaste året företaget gick med vinst. 2003 kom nya Saab 9-3 som ersatte den 1998 lanserade Saab 9-3 och en kombivariant började tillverkas 2005.
1997 var antalet anställda 9 482 och 2008 var det 4 338.
Fram till 2008 deklarerade företaget en förlust på 25,55 miljarder kronor. Enligt Dagens Industri var förlusten under de sista åtta åren 32,2 miljarder kronor, eller 35 000 kronor per såld Saab-bil.

### GM säljer Saab

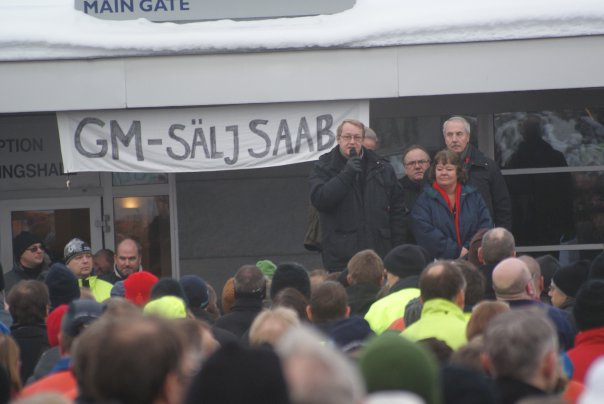
Saabs fackliga företrädare talar vid protestmötet mot nedläggningen den 12 januari 2010.

Den över ett år långa försäljningsprocessen började under hösten 2008, när General Motors meddelade att man hade för avsikt att sälja Saab. Den svenska regeringen erbjöds att köpa företaget, vilket näringsminister Maud Olofsson tidigt meddelade att man inte tänkte göra. Den 20 februari 2009 begärde General Motors företaget i rekonstruktion, vilken pågick till augusti samma år.
Den 11 juni 2009 avslöjade SVT:s Rapport att Koenigsegg Group, bestående av den lilla svenska sportbilstillverkaren Koenigsegg tillsammans med investerare från bland annat Norge, skulle bli de nya ägarna. Detta bekräftades officiellt dagen därpå. Koenigsegg Group visade sig dock sakna kapital och 9 september 2009 meddelades att man tänkte ta in kinesiska BAIC som minoritetsägare för att få fram detta. Den 24 november 2009 meddelade Koenigsegg Group att affären hade avbrutits med motiveringen att deras tidsgräns för det planerade förvärvet som var satt till senast den 30 november inte skulle kunna hållas och att affären därför avbrutits. Kinesiska BAIC valde att på egen hand köpa rätten och verktygen till de äldre modellerna 9-3 och 9-5 för att tillverka dessa under eget namn i Kina, vilket företaget nu gör.
Efter ett sammanträde mellan ledningen för General Motors och en svensk regeringsdelegation i Detroit beslöt man att Saab Automobile skulle få ytterligare en månad på sig att hitta en ny ägare. Nya bud kom in, bland annat ett från den förlustdrabbade lilla nederländska sportbilstillverkaren Spyker Cars N.V.. Den 18 december 2009 beslöt General Motors att avsluta de resultatlösa förhandlingarna och inleda avvecklingen av Saab. Den 8 januari 2010 meddelade GM att de hade inlett nedläggningen av Saab Automobile genom att begära företaget i likvidation. Samtidigt skulle de fortsätta att studera de inkomna buden.
Den 12 januari klockan 12.00 lade samtliga anställda på Saab Automobile ned arbetet för en halvtimme vid lunchtid och samlades till en manifestation utanför huvudporten för att protestera mot beslutet om nedläggning. Under januari arrangerades även ett stort antal stöddemonstrationer av miljontals Saab-entusiaster världen över.[källa behövs] Den 26 januari 2010 gick GM trots allt med på att sälja Saab Automobile till Spyker Cars efter att företagets VD Victor Muller försäkrade att man hade gjort sig av med den kontroversielle ryska affärsmannen Vladimir Antonov som delägare och långivare och att den svenska regeringen gick med på att stå som garant för ett lån på 4,2 miljarder kronor från Europeiska investeringsbanken.
Köpesumman blev 74 miljoner USD, plus preferensaktier i Spyker med ett nominellt värde på 326 miljoner USD.

### Spyker Cars / Swedish Automobile
Den 23 februari undertecknades ett köpekontraktet mellan General Motors och Spyker Cars N.V. och därigenom blev köpet helt klart. Saab Automobile och Spyker blev i och med köpet två separata dotterbolag inom Spyker Cars N.V. I mars 2011 beslutade sig dock bolaget för helt fokusera på Saab och att Spyker-delen skulle säljas till företaget CPP Global Holdings Limited. Detta innebar att man på bolagsstämman den 19 maj 2011 beslutade om att byta namn till Swedish Automobile N.V.

### Krisen i Saab

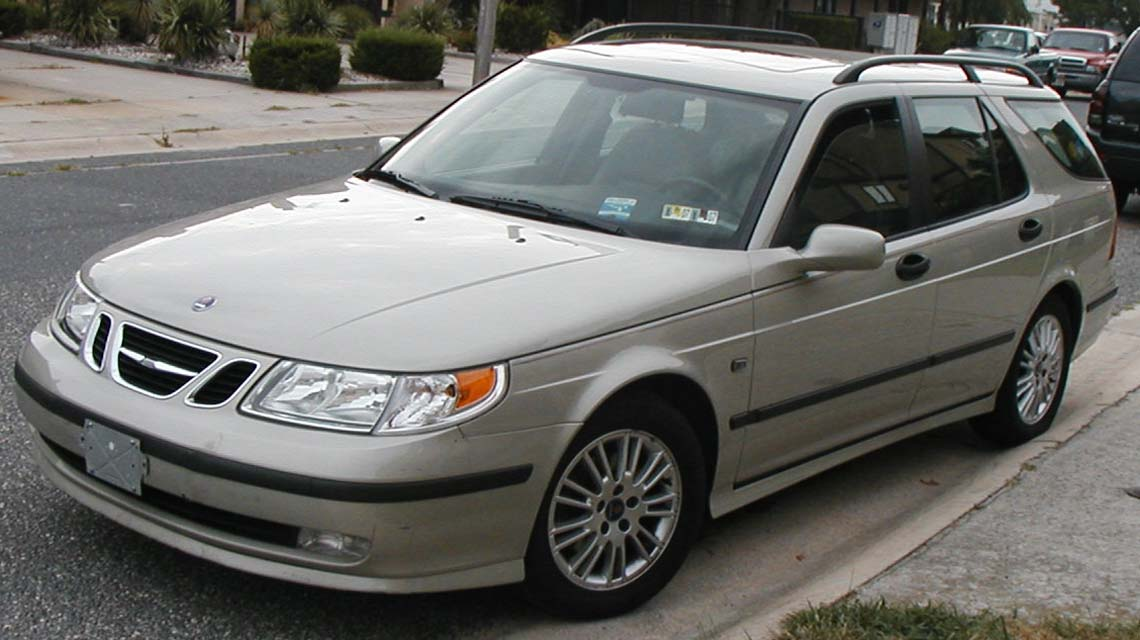
Saab 9-5 SportCombi (2001−2005).

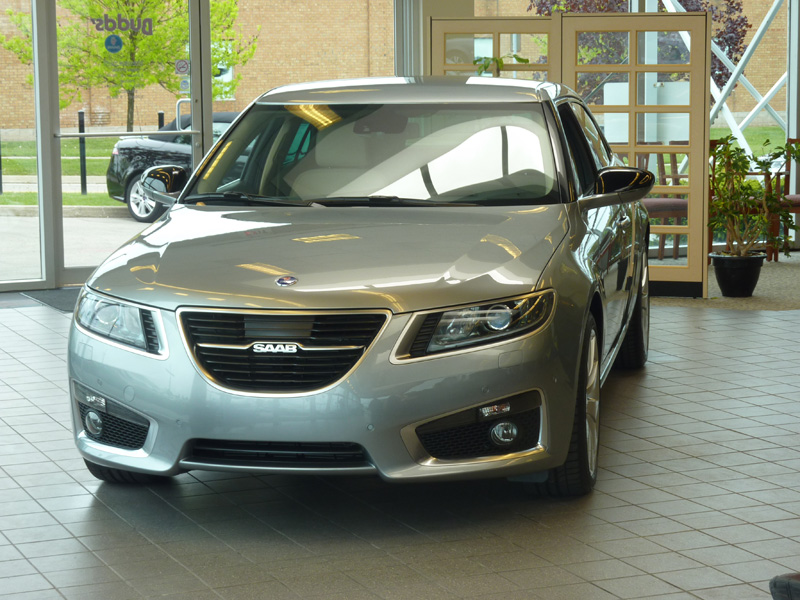
Saab 9-5 (2010−2011).

Det nya ägarskapet i Saab mottogs till en början som positivt. Produktionen återstartades och ägaren Spyker Cars och dess huvudägare, således styrelseordförande för Saab Victor Muller, satte upp ett mål om att sälja omkring 50 000−60 000 bilar under 2010. Prognoserna justerades ned allt eftersom tiden gick och hamnade till slut på 30 000−35 000 bilar. När 2010 var slut stod det klart att Saab hade sålt drygt 28 000 bilar under året. I en TV-intervju i början av 2011 medgav Victor Muller oro över de låga försäljningssiffrorna men förklarade samtidigt att företaget hade som mål att sälja omkring 80 000 bilar under 2011. Den 25 mars meddelade Saabs vd Jan-Åke Jonsson att han avsåg att avgå som företagets vd den 19 maj i samband med att Saab-ägaren Spyker Cars skulle hålla sin bolagsstämma.
Den 30 mars drabbades fabriken i Trollhättan av produktionsstopp på grund av likviditetsbrist. Den 3 maj tecknade Saab ett avtal med den kinesiska biltillverkaren Hawtai om delägarskap och teknikutbyte. Detta avtal revs dock upp redan den 12 maj på grund av att man inte hade fått alla företagsägarna till Spyker att ställa sig bakom avtalet. Produktionen på fabriken kunde dock återstarta den 27 maj efter att Saab fått kassatillskott från delägaren Gemini Investment Fund och en förskottsbetald order från den kinesiska återförsäljaren Pang Da som Saab tidigare ingått partnerskap med. Den 1 juni fördes ytterligare en förskottsbetald order över till Saab från återförsäljaren Pang Da om en beställning på knappt 2000 bilar.
Sju dagar senare, den 8 juni, stoppades åter produktionen på grund av materialbrist som en följd av obetalda räkningar till underleverantörerna, och har sedan dess stått stilla. Dagen före Midsommarafton, den 23 juni, meddelade Saab att man inte kunde betala ut lönerna till sina anställda på grund av akut pengabrist. Den 28 juni sålde Saab hälften av sina fastigheter för 255 miljoner kronor till en grupp investerare inklusive Hemfosa fastigheter och kunde därigenom betala ut lönerna för juli. Den 17 augusti började Kronofogden att mäta ut Saab Automobiles tillgångar på grund av obetalda skulder till fordringsägarna.
Den 7 september 2011 lämnade Saab in en ansökan om företagsrekonstruktion till Vänersborgs tingsrätt. Detta var den andra rekonstruktionen på kort tid som företaget ansökte om. Den senaste var 2009. Dagen efter meddelade Vänersborgs tingsrätt att man avslår Saabs ansökan om företagsrekonstruktion på grund av oklarheter kring den fortsatta finansieringen.
Den 12 september lämnade fackförbunden Unionen och Ledarna in varsin konkursansökan mot Saab på grund av uteblivna löner. Samma dag lämnade även Saab in en överklagan om rekonstruktionen till hovrätten för västra Sverige. Den 19 september meddelade hovrätten för västra Sverige att man beviljar Saab prövningstillstånd. Dagen efter, den 20 september, lämnade även fackförbundet IF Metall in en konkursansökan mot Saab på grund av uteblivna löner. Den 21 september kom beskedet att hovrätten bifaller Saabs ansökan om företagsrekonstruktion och advokaten Guy Lofalk (som även lett rekonstruktionen 2009) utsågs till rekonstruktör.
En månad senare, den 21 oktober, lämnade rekonstruktören Guy Lofalk in en ansökan om att avbryta rekonstruktionen till Vänersborgs tingsrätt. Skälet var att det saknades pengar för att fortsätta företagsrekonstruktionen av Saab Automobile. Saab begärde i sin tur att Guy Lofalk skulle bytas ut som rekonstruktör. Den 23 oktober meddelade Swedish Automobile genom ett pressmeddelande att avtalet som tidigare tecknats med de kinesiska bolagen Youngman och Pang Da är rivet.
Den 28 oktober meddelade Swedish Automobile och Saabs VD Victor Muller att man tecknat en affärsuppgörelse om att sälja hela Saab Automobile till Youngman och Pang Da för 900 miljoner kronor. Samtidigt drog rekonstruktören Guy Lofalk tillbaka sin begäran om att avbryta rekonstruktionen. Den 31 oktober hölls ett borgenärssammanträde i Vänersborg där Saabs fordringsägare och underleverantörer tillsammans med Vänersborgs tingsrätt beslutade att Saabs rekonstruktion ska fortsätta. Den 7 november meddelade förra ägaren, General Motors att licenserna för Saab 9-3, 9-5 och 9-4X inte kommer följa med om affären med de kinesiska intressenterna, Pang Da och Youngman blir av.
Den 19 december 2011, utan några alternativ kvar efter att GM fortsatt motsätta sig en affär där en kinesisk part på något sätt var delaktig, lämnade Saabs VD Victor Muller in en konkursansökan för Saab Automobile, Saab Automobile Tools och Saab Powertrain. Vänersborgs tingsrätt beviljade senare samma dag bolagets ansökan och bolaget försattes i konkurs.

### National Electric Vehicle Sweden

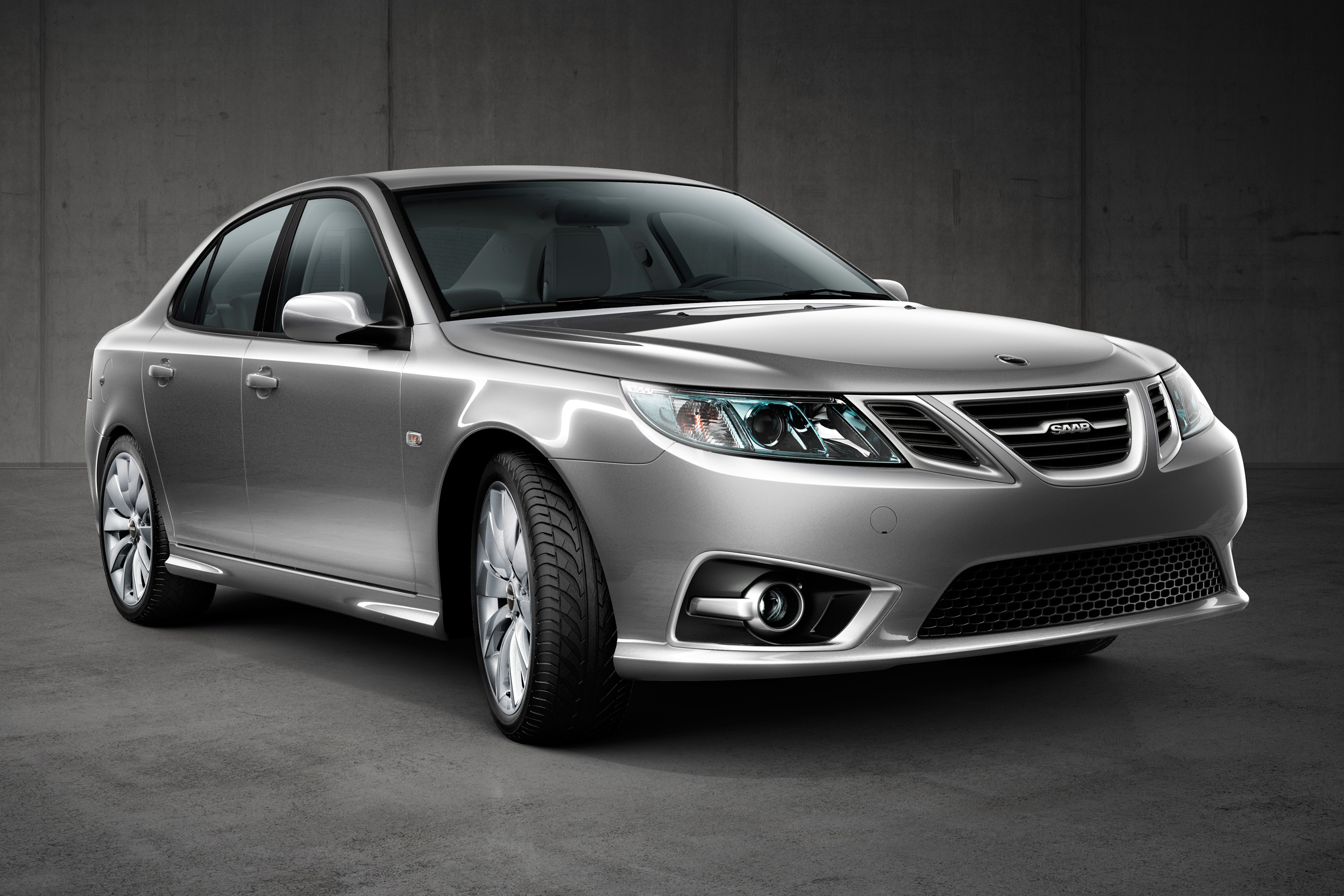
Saab 9-3 Aero, årsmodell 2014

Konkursförvaltningen för Saab meddelade den 13 juni 2012 att man tecknat ett avtal med det nybildade elbilsföretaget National Electric Vehicle Sweden (NEVS) om att förvärva tillgångarna i Saab Automobiles konkursbo. Denna affär presenterades som helt klar den 3 september och innebär också att NEVS har rättigheten att också använda varumärket "Saab" i sin framtida fordonsflotta.
Förutom Saab Automobile ingick även dotterbolagen Saab Automobile Tools och Saab Automobile Powertrain samt produktionsanläggningen på Stallbacka i Trollhättan, rättigheterna för den så kallade "Phoenix"-plattformen och rättigheterna för Saab 9-3. Produktionen återstartades 2 december 2013 med en bensindriven modell av Saab 9-3.[källa behövs] Eldrivna prototyper av Saab 9-3 har visats upp av företaget.
I samband med NEVS förvärv av konkursboets tillgångar togs en ny grafisk profil för Saab fram. Denna innefattar endast den skrivna logotypen på svart eller vit bakgrund - detta på grund av att NEVS inte tillåts använda den tidigare, välkända, "Gripen"-logotypen vars rättigheter ägs gemensamt av Saab AB och Scania. Denna nya logotyp används för bilarna på ratt, centrumkåpor samt på emblemen för motorhuv och bagagelucka.
Under 2015 meddelade NEVS att man tillsammans med den turkiska staten inlett ett samarbete om att producera en turkisk, statlig, folkbil baserad på Saab 9-3. Man visade under december 2015 upp fyra konceptbilar.
2016 tecknade NEVS ett "strategiskt samarbetsavtal" med det kinesiska företaget Panda New Energy, som bland annat innebar en beställning på 150 000 st eldrivna Saab 9-3 Sedan som skulle byggas i Trollhättan och färdigställas i Kina. Den 21 juni 2016 meddelade företaget att man slopar varumärket Saab till förmån för det egna varumärket NEVS.

## Saab – tidslinje

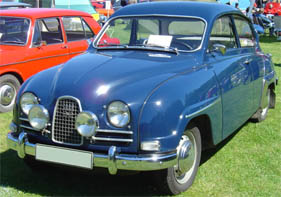
Saab 96.

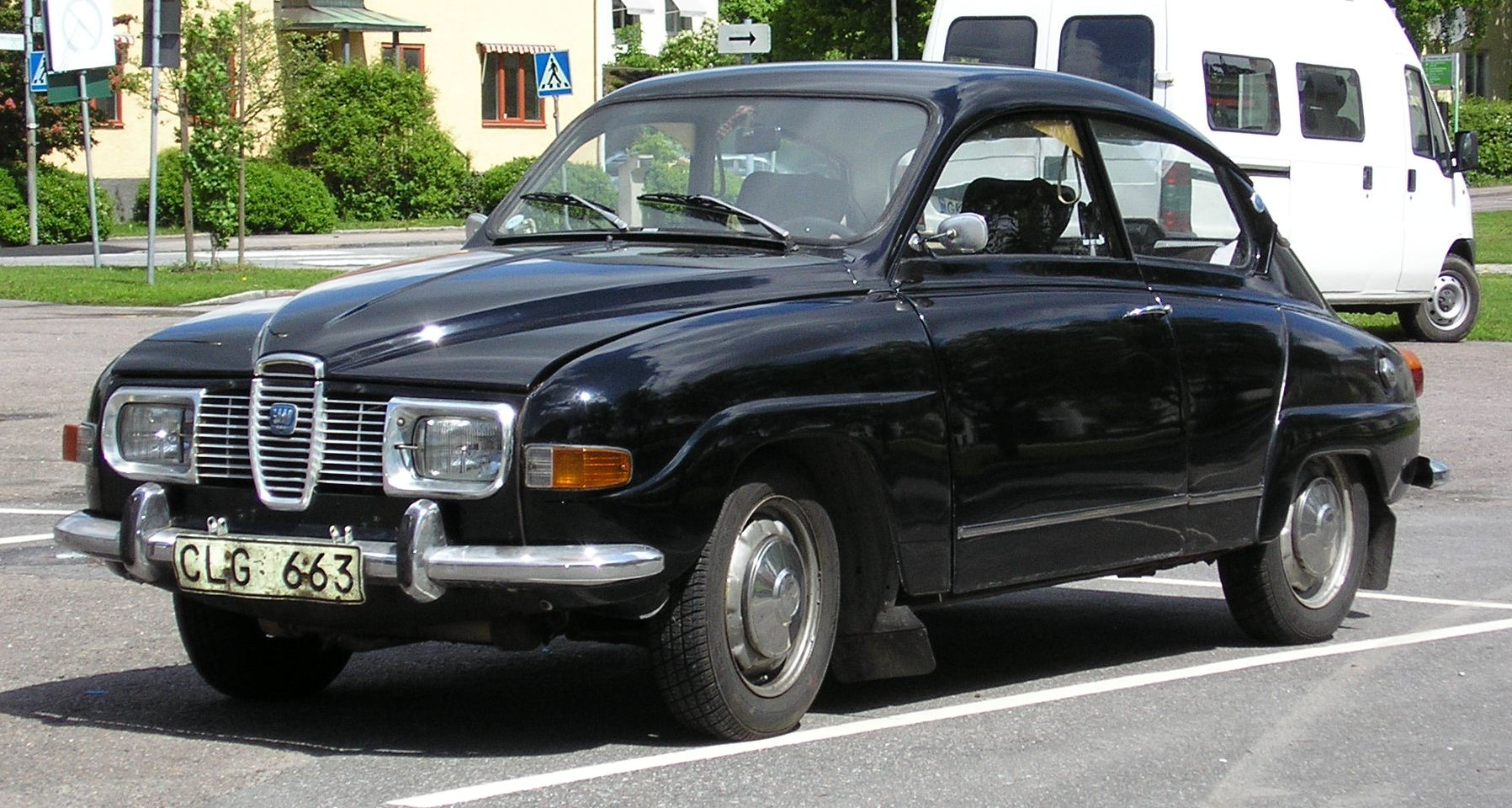
Saab 96 V4.

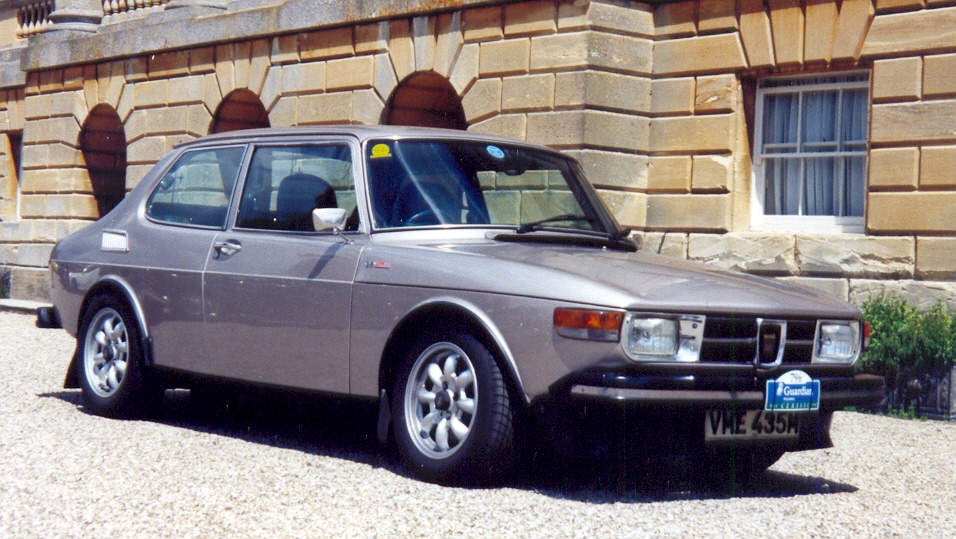
Saab 99 EMS.

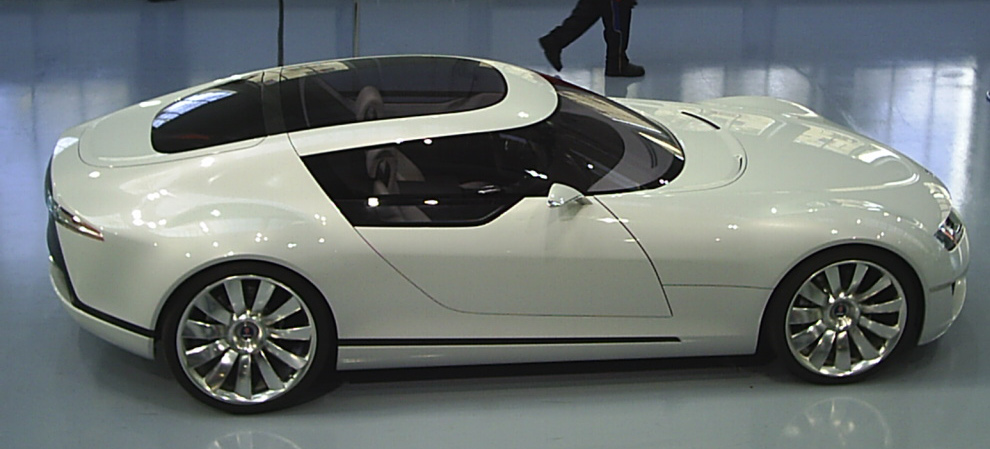
Saab Aero X.

- 1937 Svenska Aeroplan Aktiebolaget bildas.
- 1947 Prototypen till Saab 92, Saab 92001, presenteras den 10 juni på huvudkontoret i Linköping.
- 1949 Tillverkningen av Saab 92 startar den 12 december i Trollhättan.
- 1953 Motor- och växellådstillverkningen flyttas till Göteborg[71].
- 1955 Den nya personbilen Saab 93 presenteras.
- 1956 Saab 92 ersätts helt av den nya Saab 93.
- 1956 Saab Sonett Super Sport visas (tillverkades enbart i 6 exemplar).
- 1958 SAAB nr 50 000 lämnar bandet.
- 1958 En sportversion av Saab 93, Saab GT750, presenteras. Bilen är dock endast avsedd för export till USA.
- 1959 Saab 95 – Saabs första kombi – lanseras.
- 1959, Den 11 november – Stallbackafabriken invigs av landshövding Mats Lemne.[72]
- 1960 Saab 96 presenteras.
- 1960 Saab köpte den 4 februari ANA, AB Nyköpings Automobilfabrik som från september tog över försäljningen av Saab.
- 1962 Saab Sport ersätter GT750. Den har separatoljesmörjning, trippelförgasare och skivbromsar fram.
- 1964 Tvåkrets bromssystem introduceras.
- 1965 Saab 96 får en ny längre front och fyrväxlad helsynkroniserad låda som standard.
- 1965 Saab Sonett II börjar tillverkas.
- 1965 Standardmodellen av 96 och 95 får trippelförgasare.
- 1965 Företaget byter namn från Svenska Aeroplan Aktiebolaget (SAAB) till Saab AB.
- 1967 Den tysktillverkade V4-motorn från Ford introduceras i Saab 96, Saab 95 och Saab Sonett. Tvåtaktsmotorn finns dock fortfarande kvar som ett alternativ.
- 1967 Saab 99 presenteras under hösten och blir Saabs nya huvudmodell. Bilen började säljas som 1969 års modell.[73]
- 1968 Tvåtaktsmotorn ersätts helt av V4-motorn och motortillverkningen i Göteborg upphör, (men man fortsätter tillverkning av växellådor).
- 1968 Saab blir del av Saab-Scania, genom sammanslagning med Scania-Vabis.
- 1969 Saabs fabrik OY Saab Valmet Ab (idag Valmet Automotive) i finska Nystad invigs av Finlands dåvarande president Urho Kekkonen.
- 1970 En Saab 99 lämnar bandet som den 500 000:e tillverkade Saaben.
- 1971 Saab introducerar som första biltillverkare i världen strålkastartorkare.
- 1972 Saab introducerar värmestolar.
- 1972 Saab introducerar energiabsorberande stötfångare på modell 99.
- 1972 Saab introducerar en ny 2-litersmotor i Saab 99, tillverkad i Södertälje. Motorn baseras på Triumphs slant-four-motor som man gemensamt utvecklat och satt i tidigare årsmodeller.
- 1974 Saab 99 Combi Coupé introduceras & tillverkningen av Saab Sonett avslutas den 10 september
- 1976 Den miljonte Saaben lämnar bandet.
- 1977 Saabs första turbo sätts i produktion – Saab 99 Turbo. Lanseringen skedde redan året innan.[74]
- 1977 Samgåendet med Volvo spricker.
- 1978 Saab 900 lanseras den 12 maj. En nyhet är kupéluftfilter.
- 1978 Produktionen av Saab 95 avslutas.
- 1980 Produktionen av Saab 96 avslutas i januari och sista exemplaret körs av rallyföraren Erik Carlsson från fabriken i finska Nystad till Saab-museet i Trollhättan där den står kvar än idag. Totalt såldes 967 96:or sista året.[75]
- 1984 Produktionen av Saab 99 avslutas. 99:an ersätts av Saab 90
- 1984, i maj[75] presenteras Saab 9000.
- 1985, Leif Mellberg presenterar konceptbilen Saab EV-1
- 1986, på hösten, levereras den första Saab 900 Cabriolet (kunden hette Ann-Marie Svedberg).[76]
- 1986 Saab 9000 körs på Talladega där den slår flera världsrekord.
- 1987, P.g.a Nya katalysatorkraven läggs produktionen av Saab 90 med förgasarmotorn ned. Ca 25 000 byggdes de tre år den var i produktion
- 1990 Saab-Scania splittras och en majoritet av aktierna i Saabs personbilsdivision säljs till amerikanska General Motors och företaget ombildas till Saab Automobile AB. Den 15 december året innan hade det offentliggjorts att General Motors, tillsammans med Saab-Scania AB, skulle gå in som hälftenägare.
- 1992 Saab 9000 CS (Combi Sedan) introducerades.
- 1993 Nya Saab 900 lanseras.
- 1996 Saab 900 körs i Talladega Challange och slår flera världsrekord.
- 1997 Saab 9-5 lanseras.
- 1998 General Motors blir ensam ägare till Saab Automobile.
- 1998 Produktionen av Saab 9000 avslutas och det sista exemplaret som lämnar linan körs av motorjournalisten och programledaren för SVT:s Trafikmagasinet Carl-Ingemar Perstad till Saab-museet.
- 1998 Produktionen av Saab 900 upphör och ersätts med den nylanserade Saab 9-3.
- 1999 Saab 9-5 Sport Combi, Saabs första kombimodell sedan Saab 95, lanseras.
- 2000 Den 28 januari tog General Motors över som 100-procentig ägare av Saab Automobile AB, vilket godkändes av EU-kommissionen den 25 februari.
- 2002 Saab 9-5 får en ansiktslyftning och uppdatering.
- 2003 Nya Saab 9-3 lanseras.
- 2004 Saab 9-7X presenteras i New York. Detta var Saabs första SUV.
- 2005 Saabs VD och styrelseordförande Peter Augustsson avgår. Carl-Peter Forster blir ny styrelseordförande och Jan-Åke Jonsson blir verkställande direktör.
- 2005 Den fjärde miljonte Saaben lämnar bandet i Trollhättan. Bilen blev en Saab 9-3 SportCombi med färgen Fushion Blue.
- 2005 Saabs första miljöbil, en Saab 9-5, lanseras med tilläggsnamnet BioPower.
- 2006 Den 6 februari rullar det första serietillverkade exemplaret av Cadillac BLS ut från Saabs monteringsfabrik i Trollhättan.
- 2006 Saab 9-5 får en ännu en ansiktslyftning och uppdatering.
- 2006 Cadillac BLS börjar tillverkas vid Saabs fabrik vid Stallbackaverken.
- 2007 I och med lanseringen av Saab 9-3 BioPower kan Saab erbjuda alla sina modeller som miljöbilar.
- 2007 Cadillac BLS kompletteras med en combi som blir Cadillacs första.
- 2007 Saab 9-3 får en ansiktslyftning.
- 2008 Saab presenterar prestandamodellen Saab Turbo X.
- 2008 Saab visar konceptbilen Saab 9-4X BioPower.
- 2008 Saab visar konceptbilen Saab 9-X BioHybrid.
- 2008 Saab visar konceptbilen Saab 9-X Air.
- 2008 Den 3 december meddelar GM att Saab inte tillhör den så kallade kärnverksamheten längre, vilket tolkades som att Saab skulle säljas eller läggas ned.
- 2009 Den 18 februari meddelar GM att Saab måste stå på egna ben 2010.
- 2009 Saab Automobile AB försätts i rekonstruktion den 20 februari. Skulderna uppgår till 11 miljarder kronor, varav 8 miljarder till GM.
- 2009 GM ansöker om rekonstruktion den 1 juni enligt amerikanska konkurslagar. Saab ingår i "det nya GM" fram till att det kunde säljas.
- 2009 Sportbilstillverkaren Koenigsegg förklarade sig den 16 juni beredda att ta över Saab, och den 16 augusti hävdar parterna att ett avtal slutits mellan Saab och det nybildade Koenigsegg Group.
- 2009 Den 19 augusti avslutas rekonstruktionen av Saab.
- 2009 Produktionen av Cadillac BLS läggs ned på grund av ytterst dålig lönsamhet.
- 2009 Saab visar och börjar tillverka Saab 9-3X, en fyrhjulsdriven offroadversion av befintliga 9-3 SportCombi.
- 2009 Saab visar den 15 september helt nya Saab 9-5 på Frankfurtsalongen.
- 2009 Koenigsegg Group meddelar den 24 november att förhandlingarna om att köpa Saab har avslutats.
- 2009 BAIC, Beijing Automotive köper den 14 december utrustning för att kunna tillverka utgående Saab 9-5 i Kina.
- 2009 Den 18 december beslutar GM att lägga ner Saab Automobile.
- 2010 Den 26 januari meddelar GM att man hade ett bindande avtal med den nederländska sportbilstillverkaren Spyker Cars NV om försäljning av Saab Automobile.
- 2010 Spyker Cars VD Victor Muller blir ny styrelseordförande för Saab.
- 2010 Produktionen av första generationens Saab 9-5 avslutas.
- 2010 Den 23 februari undertecknas de sista kontrakten mellan GM och Spyker Cars samt det då nybildade holdingbolaget Saab Spyker Automobiles (med Victor Muller som huvudägare) och köpet är ett faktum.
- 2010 Den 22 mars återupptas bilproduktionen vid Stallbackaverken i Trollhättan efter drygt sju veckors uppehåll. Serieproduktionen för nya Saab 9-5 påbörjas.
- 2010 Den 11 juni presenteras planer på ett samarbete med BMW om motorer samt utveckling av en mindre bil, Saab 9-2.
- 2010 Den 19 juni släpps den nya Saab 9-5 till försäljning hos samtliga Saab-återförsäljare.
- 2010 Den 29 september inleder man ett samarbete med BMW som innebär att de kommer leverera motorer till nästa generation Saab 9-3 som ska lanseras 2012.
- 2010 Saab 9-4X presenteras på bilsalongen i Los Angeles den 16 november.
- 2011 Försäljningen för 2010 stannar på 28 284 bilar, vilket är långt under målet. Den 13 januari.
- 2011 Den 5 april drabbas Saab av ett produktionsstopp i fabriken i Trollhättan på grund av likviditetsbrist. Produktionen av Saab 9-4X i Mexiko fortgår.
- 2011 Den 2 maj meddelas att ett "strategiskt partnerskap" ingåtts med den kinesiske fordonstillverkaren Hawtai Motor Group. Redan den 13 maj upphävs avtalet.
- 2011 Den kinesiske återförsäljaren Pang Da skulle köpa bilar för 45 miljoner euro, meddelas den 16 maj.
- 2011 Den 27 maj återstartar Saab produktionen igen efter att ha fått kassatillskott från delägaren Gemini Investment Fund och en förskottsbetald order från den kinesiska återförsäljaren Pang Da.[48][49]
- 2011 Den 1 juni lägger Pang Da ytterligare en förskottsbetald order och har därmed beställt knappt 2000 bilar för 45 miljoner euro. Produktionen vid Saabs fabrik i Trollhättan har nu nått normal takt.[50]
- 2011 Den 7 juni stoppas produktionen på grund av materialbrist. Produktionen hade startats tillfälligt 27 maj då Pang Da besökte fabriken samt även den 30 maj.
- 2011 Den 23 juni meddelas att företaget inte kan betala ut lönerna till sina anställda.[52]
- 2011 Den 28 juni säljer Saab hälften av sina fastigheter för 255 miljoner kronor.[53]
- 2011 Den 4 juli meddelas att den kinesiske fordonstillverkaren Youngman och Pang Da ingått avtal om att Youngman skulle investera 245 miljoner euro i Saab mot 53,9% av bolaget.
- 2011 Den 17 augusti påbörjar Kronofogden att mäta ut Saab Automobiles tillgångar.[54]
- 2011 Den 7 september lämnar Saab Automobile in en ansökan om rekonstruktion till Vänersborgs tingsrätt. Detta är andra rekonstruktionen på kort tid som företaget ansöker om sedan 2009.[55]
- 2011 Den 8 september avslår Vänersborgs tingsrätt ansökan om rekonstruktion.[56]
- 2011 Den 12 september lämnade Saab Automobile in en överklagan till hovrätten i Göteborg mot tingsrättens avslag på rekonstruktion.[58]
- 2011 Den 12 september lämnar fackförbunden Unionen och Ledarna in konkursansökan mot Saab på grund av uteblivna löner.[57]
- 2011 Den 19 september meddelar hovrätten för västra Sverige att man beviljar Saab prövningstillstånd.[77]
- 2011 Den 20 september lämnar även metallarbetareförbundet IF Metall en konkursansökan mot Saab.[60]
- 2011 Den 21 september meddelar hovrätten för västra Sverige att man godkänner Saabs begäran om företagsrekonstruktion.
- 2011 Den 21 oktober lämnar rekonstruktören Guy Lofalk in en ansökan om att avbryta rekonstruktionen till Vänersborgs tingsrätt. Skälet är att det saknas pengar för att fortsätta företagsrekonstruktionen av Saab Automobile.[61]
- 2011 Den 23 oktober meddelar Swedish Automobile att avtalet med Youngman och Pang Da är rivet.[78]
- 2011 Den 28 oktober meddelar Victor Muller och Swedish Automobile att man tecknat en affärsuppgörelse om att sälja Saab Automobile till Youngman och Pang Da.[79]
- 2011 Den 7 november meddelar förra ägaren GM att man inte tänker låta licenserna för Saab 9-3, 9-5 och 9-4X följa med om Pang Da och Youngman beslutar sig för att köpa Saab Automobile.[80]
- 2011 Den 19 december – Saab Automobile begär sig via Swedish Automobile i konkurs vid Vänersborgs tingsrätt[81], begäran beviljades senare samma dag av Vänersborgs tingsrätt.[67]
- 2012 Den 13 juni – Konkursförvaltarna meddelar att NEVS köper Saab Automobiles konkursbo.[82]
- 2012 Den 3 september meddelar konkursförvaltningen att affären om Saabs konkursbo är helt slutförd.
- 2013 Den 2 december klockan 13.39 producerar Nevs den första bilen sedan Saabs konkurs[83]. Det är en svart Saab 9-3 aero med bensinmotor.
- 2013 Den 10 december började NEVS sälja Saab nya 9-3 Aero från sin hemsida[84]
- 2014 Den 28 augusti - NEVS ansöker om företagsrekonstruktion hos Vänersborgs tingsrätt. Tingsrätten i Vänersborg meddelar senare under dagen att den avslår NEVS ansökan om företagsrekonstruktion.[85][86][87] Senare beviljas dock detta.
- 2015 NEVS lämnar rekonstruktionsfasen skuldfritt och ingår avtal med kinesiska finansiärer.
- 2016 NEVS meddelar den 21 juni att man beslutat att slutar använda varumärket Saab. I stället lanserar man NEVS som sitt varumärke.

## Produkter och teknikutveckling

### Modeller
- Saab 92001 (1947)
- Saab 92 (1950–1956)
- Saab 93 (1955–1960)
- Saab 94 Sonett (1956)
- Saab Gran Turismo 750 (1958–1962)
- Saab 60 (1962)
- Saab 95 (1959–1978)
- Saab 96 (1960–1980)
- Saab Sport/Monte Carlo (1962–1968)
- Saab 97 Sonett II/III (1966–1974)
- Saab 99 (1967–1984)
- Saab 900 (1978–1993) (Generation 1)
- Saab-Lancia 600 (1980–1982)
- Saab 90 (1984–1987)
- Saab 9000 (1984–1998)
- Saab 900 (1994–1998 (Generation 2)
- Saab 9-3 (1998–2002) (Generation 1)
- Saab 9-2X (2004–2007)
- Saab 9-7X (2004–2007)
- Saab 9-5 (1997–2009) (Generation 1)
- Saab 9-3 (2003–2011, 2013–) (Generation 2)
- Saab 9-4X (2011)
- Saab 9-5 (2010–2011) (Generation 2)
- Saabo (1964–1968)

### Konceptbilaroch prototyper
- UrSaaben (1946)
- Saab Monster (1959)
- Saab 60 (1962)
- Saab Quantum (1962–1963)
- Saab Catherina (1964)
- Saab MFI-13 (1965)
- Saab Paddan (1966)
- Saab 98 (1974)
- Saab EV-1 (1985)
- Saab 9X (2001)
- Saab 9-3X (Concept) (2002)
- Saab 9-3 Sport-Combi Concept (2003)
- Saab 9-5 Aero Biopower (2006)
- Saab Aero X (2006)
- Saab 9-4X BioPower (2008)
- Saab 9-X BioHybrid (2008)
- Saab 9-X Air (2008)
- Saab PhoeniX (2011)

### Utvecklingen av Saab Turbo

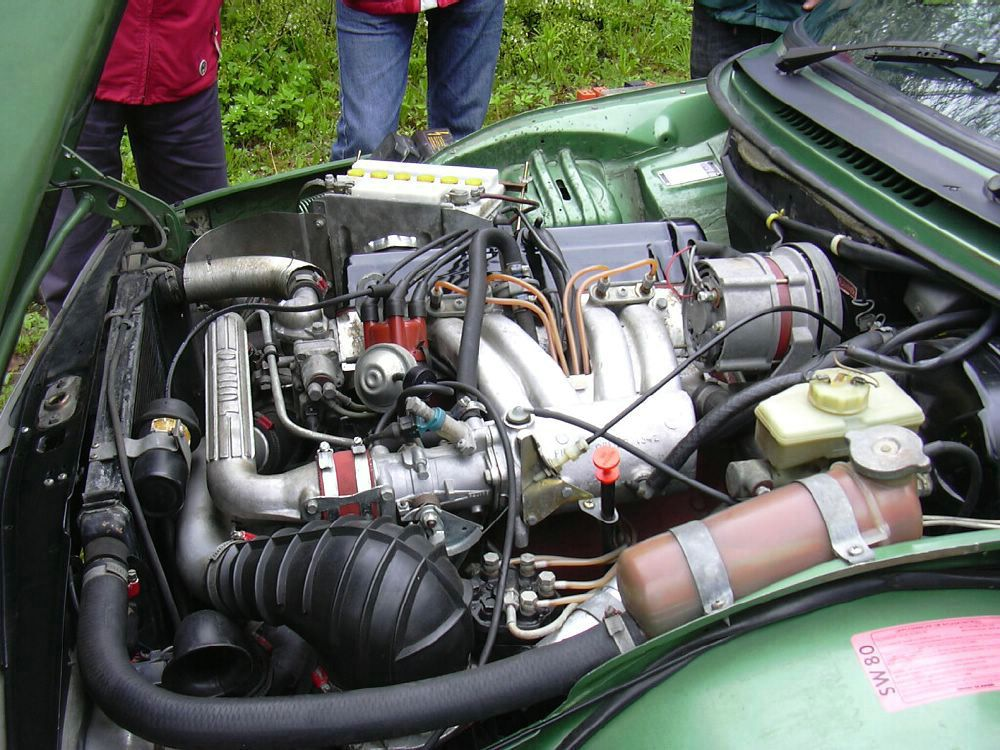
Turbomotor i Saab 99.

Saab var inte först ut med turbo. Tekniken hade sedan länge funnits inom främst lastbilsvärlden där turbodieseln redan under 1950-talet började sitt segertåg. Tyska Porsche och BMW samt amerikanska Chevrolet hade redan använt sig av turbo i personbilar när Saab hoppade på tåget. Saabs bidrag var dels att montera en turbo i en familjebil och dels att använda och vidareutveckla waste-gate-principen. Utvecklingen kantades emellertid av problem med överhettade turboaggregat och Saab fick under lång tid arbeta med att få bort dessa problem. Bland annat visade sig turbomotorn kräva bränsleinsprutning istället för förgasare. Ett stort steg mot ökad tillförlitlighet blev införandet av vattenkylda aggregat.
Personer som var med vid utvecklingen av Saab Turbo-konceptet var bland andra Bengt Gadefeldt och Per Gillbrand. Gadefeldt hade mångårig erfarenhet av turbo-tekniken från Scania-Vabis vilket blev till stor nytta när Saab och Scania slogs ihop till Saab-Scania 1969. Från företagsledningen stödde Saabs dåvarande chef Sten Wennlo projektet.

## Tillverkningsvolymer
| År    | Antal                             | 92    | 92 B   | Sonett I | 93     |
| ----- | --------------------------------- | ----- | ------ | -------- | ------ |
| 2014  | 380 (Nevs)                        |       |        |          |        |
| 2013  | 71 (Nevs)                         |       |        |          |        |
| 2012  | 0                                 |       |        |          |        |
| 2011  | 127 738                           |       |        |          |        |
| 2010  | 32 183                            |       |        |          |        |
| 2009  | 20 821                            |       |        |          |        |
| 2008  | 90 338 (varav 1 195 Cadilac BLS)  |       |        |          |        |
| 2007  | 125 397 (varav 2 772 Cadilac BLS) |       |        |          |        |
| 2006  | 135 365 (varav 3 266 Cadilac BLS) |       |        |          |        |
| 2005  | 127 593 (varav 123 Cadilac BLS)   |       |        |          |        |
| 2004  | 128 827                           |       |        |          |        |
| 2003  | 130 034                           |       |        |          |        |
| 2002  | 124 892                           |       |        |          |        |
| 2001  | 123 755                           |       |        |          |        |
| 2000  | 133 013                           |       |        |          |        |
| 1999  | 127 850                           |       |        |          |        |
| 1998  | 124 868                           |       |        |          |        |
| 1997  | 105 114                           |       |        |          |        |
| 1996  | 95 761                            |       |        |          |        |
| 1995  | 97 307                            |       |        |          |        |
| 1994  | 94 084                            |       |        |          |        |
| 1993  | 70 961                            |       |        |          |        |
| 1992  | 84 569                            |       |        |          |        |
| 1991  | 80 366                            |       |        |          |        |
| 1990  | 87 356                            |       |        |          |        |
| 1989  | 103 591                           |       |        |          |        |
| 1988  | 120 562                           |       |        |          |        |
| 1987  | 134 112                           |       |        |          |        |
| 1986  | 126 401                           |       |        |          |        |
| 1985  | 111 813                           |       |        |          |        |
| 1984  | 102 018                           |       |        |          |        |
| 1983  | 96 012                            |       |        |          |        |
| 1982  | 83 557                            |       |        |          |        |
| 1981  | 66 392                            |       |        |          |        |
| 1980  | 65 754                            |       |        |          |        |
| 1979  | 83 758                            |       |        |          |        |
| 1978  | 72 516                            |       |        |          |        |
| 1977  | 76 498                            |       |        |          |        |
| 1976  | 95 927                            |       |        |          |        |
| 1975  | 90 793                            |       |        |          |        |
| 1974  | 92 554                            |       |        |          |        |
| 1973  | 89 467                            |       |        |          |        |
| 1972  | 83 997                            |       |        |          |        |
| 1971  | 72 960                            |       |        |          |        |
| 1970  | 73 982                            |       |        |          |        |
| 1969  | 61 711                            |       |        |          |        |
| 1968  | 52 551                            |       |        |          |        |
| 1967  | 45 325                            |       |        |          |        |
| 1966  | 37 069                            |       |        |          |        |
| 1965  | 48 517                            |       |        |          |        |
| 1964  | 43 493                            |       |        |          |        |
| 1963  | 40 374                            |       |        |          |        |
| 1962  | 35 890                            |       |        |          |        |
| 1961  | 33 040                            |       |        |          |        |
| 1960  | 26 066                            |       |        |          |        |
| 1959  | 17 836                            |       |        |          |        |
| 1958  | 13 968                            |       |        |          |        |
| 1957  | 9 852                             | 0     | 0      | 1        | 9 851  |
| 1956  | 6 321                             | 0     | 214    | 4        | 6 103  |
| 1955  | 5 620                             | 0     | 5 609  | 1        | 10     |
| 1954  | 5 138                             | 0     | 5 138  | 0        | 0      |
| 1953  | 3 424                             | 0     | 3 424  | 0        | 0      |
| 1952  | 2 298                             | 1 855 | 443    | 0        | 0      |
| 1951  | 2 179                             | 2 179 | 0      | 0        | 0      |
| 1950  | 1 246                             | 1246  | 0      | 0        | 0      |
| 1949  | 20                                | 20    | 0      | 0        | 0      |
| 1948  | 1                                 | (1)   | 0      | 0        | 0      |
| 1947  | 2                                 | (2)   | 0      | 0        | 0      |
| 1946  | 1                                 | (1)   | 0      | 0        | 0      |
| Summa |                                   | 5 300 | 14 828 | 6        | 52 731 |

## Innovationer
Saab har tagit fram flera egna eller vidareutvecklade innovationer:
- 1962: Standardmonterade säkerhetsbälten. (trepunktsbälte standard i Volvo från 1959)[89]
- 1969: Halvljusautomatik, tändningslåset mellan framstolarna (för att undvika benskador av nyckeln).
- 1971: Kraftabsorberande, självreparerande stötfångare.
- 1971: Strålkastartorkare och spolare.
- 1971: Eluppvärmda framstolar.
- 1972: Sidokrockskydd med skyddsbalkar i dörrarna.
- 1976: Saab Turbo
- 1978: Deformerbar rattstång.
- 1978: Elektrostatiskt kupéluftfilter som filtrerade bort alla partiklar ner till 0,0004 mm.
- 1980: Automatic Performance Control (APC).
- 1981: Backspeglar med vidvinkelglas.
- 1982: Asbestfria bromsbelägg.
- 1991: Freonfri luftkonditionering/klimatanläggning.
- 1996: Saab Active Head Restraint (SAHR). Först i världen med aktiva nackskydd för att förhindra pisksnärtskador vid krock.
- 1997: Ventilerade säten.
- 2000: Saab Variable Compression. Världens första motor med variabel kompression.

## Framträdande personligheter

### Formgivare
- Sixten Sason
- Björn Envall
- Einar J. Hareide
- Michael Maurer

### Ingenjörer
- Gunnar Ljungström
- Rolf Mellde
- Bengt Gadefeldt
- Per Gillbrand

### Företagsledare

#### Saab AB/Saab-Scania
- Jan-Erik Larsson, Chef Saab Personbilsdivisionen (1989–1990)
- Åke Norrman, Chef Saab Personbilsdivisionen (1987–1989)
- Sten Wennlo, Chef Saab Personbilsdivisionen (1976–1987)
- Torsten Arnheim, Chef Saab Personbilsdivisionen (1972–1976)
- Curt Mileikowsky, VD Saab AB (1967–1970)
- Tryggve Holm, VD Saab AB (1950–1967)
- Marcus Wallenberg, styrelseordförande Saab-Scania (1969–1980)
- Rolf Sandberg, platschef Trollhättefabriken (1987–1989)
- Henrik Gustavsson, Teknisk Direktör Saab Personbilsdivisionen (1970–1981)
- Gunnar Larsson, Teknisk Direktör Saab Personbilsdivisionen (1981–1986)

#### Saab Automobile
- David Herman, VD Saab Automobile (1990–1992)
- Keith Butler Wheelhouse, VD Saab Automobile (1992–1996)
- Bob Henry, VD Saab Automobile (1996–2000)
- Peter Augustsson, VD Saab Automobile (2000–2005)
- Jan-Åke Jonsson, VD Saab Automobile (2005–2010)
- Stephen Taylor (Likvidator) (12–26 januari 2010)
- Peter Törngren (Likvidator) (12–26 januari 2010)
- Jan-Åke Jonsson (26 januari 2010–19 maj 2011)
- Victor Muller (19 maj 2011–19 december 2011)

#### NEVS
- Kai Johan Jiang, styrelseordförande Nevs (13 juni 2012–)
- Mattias Bergman, VD Nevs (3 september 2013-)

## Dotterbolag
Dotterbolag till Saab Automobile AB före konkursen i december 2011:
- Saab Automobile Distribution AB
- Saab Automobile Parts AB (sedan november 2013 Orio AB)
- Saab Automobile Powertrain AB (ägs numera av NEVS)
  - Saab Automobile Powertrain Tools AB
  - Saab Automobile Transmission AB (sålt 2011, numera Vicura AB)
- Saab Automobile Property AB (ägs numera av NEVS)
- Saab Automobile Tools AB
- Saab Cars Australia Pty. Ltd
- Saab Canada Inc (inaktivt)
- Ilde de France Automobile
- SAAB Deutschland GmbH
  - Autohaus SAAB GmbH
- Saab Automobile Italy SRL
- General Motors Nordiska AB (inaktivt)
- Saab Automobile Spain SL
- Saab Cars North America, Inc.
- e-AAM Driveline Systems AB (33 %)

## Samarbeten
Saab Automobile samarbetade före konkursen 2011 med flera institut och högskolor, bland annat med Högskolan Väst och Volvo Aero inom Produktionstekniskt Centrum på Innovatum Teknikpark. Saab valde där att bedriva utvecklingen av teknologier på en neutral spelplan där möjlighet gavs till ett brett deltagande från övriga företag i regionen, institut och akademi. Genom program och samverkan var ambitionen att ta fram nya teknologier möjliga att industrialisera, men även att utveckla kompetenta människor, vilket var en förutsättning för regional konkurrenskraft.

## Museum

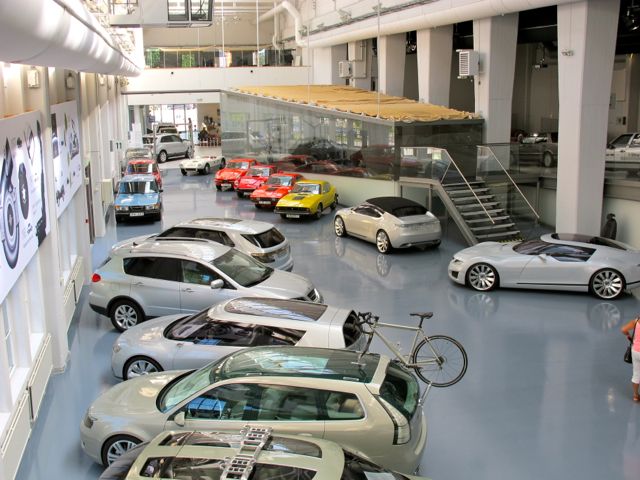
Saab Car Museum

Saabs personbilsmuseum, Saab Car Museum, finns i Trollhättan vid Nohabs industriområde (bredvid Innovatum). Bilarna som återfinns i museet hålls i körbart skick eftersom de lånas ut för provkörning och filmspelningar med jämna mellanrum, de körs minst en gång per år.

## Saab i populärkulturen

### Musik
- Låten "Driving In My Saab" med Sonic Surf City.
- På Mark Wahlbergs album Music for the People poserar han med en SAAB 9000.
- Bandet 78 Saab från Australien.
- Låten "Me And My Old 96" med Twang Gang
- En gammal Saab 95 från 1965 körs i Robbie Williams musikvideo till låten "Tripping". Videon är producerad av Stakka Bo.
- Låten "Saab 99" med Hjalle & Heavy.
- I musikvideon till låten "Dont you want me" av gruppen The Human League förekommer en Saab 99 Turbo.
- Peter LeMarc sjunger om "Stallbacka bilfabrik" (SAAB) i låten "Little Willie John"
- Låten "SAAB 2-takt" med The Redlight Stones.
- Låten " Save An Amazing Brand " skriven av Anders Still (2012)

### Filmer
- Deep Impact (1998)
- Detroit Rock City (1999), Saab 96
- High Fidelity (2000)
- Horrible Bosses (2011), Saab 900 combi-coupe
- Lakeview Terrace (2008), Saab 900 cabriolet
- Love Actually (2003)
- Reality Bites (1994)
- Ridskolan (2001), Saab 9000
- Sideways (2004), Saab 900 cabriolet
- Snygg, sexig och singel (2002), Saab 9-5 combi
- Sweet Home Alabama (2002)
- Polisskolan 6 – Går under jorden (1989), Saab 900 sedan
- The Bourne Supremacy (2004)
- The Transporter (2002), Saab 900 sedan
- Tillbaka till framtiden del II (1989), Saab EV-1 syns i bakgrunden.
- Även en lönnmördare behöver en träff ibland (1997)
- Välkommen till familjen (2005)
- En man som heter Ove (2015)

Juryn-A time to kill Saab 900 convertible
och många fler, se IMCDB för en lista.

### TV-serier
- I Ally McBeal kör Ally McBeal en Saab 9-5.
- I American Dad! kör bland annat de två homosexuella nyhetsankarna Greg and Terry varsin Saab 9-3 med Catcher respektive Pitcher som registreringsnummer.
- I Burn Notice används en svart Saab 9-3 Cabriolet.
- I Chuck Saab 9-3 sportcombi.
- I CSI förekommer bland annat en Saab 95.
- I Dharma & Greg har paret en gul Saab 900 cabriolet.
- I Fastlane finns på kontoret ett antal nyare Saab-prototyper som Saab 9X tillsammans med Jaguarer, Ducatis etc.
- I King of the Hill The Arrowhead (S2E3) kör en professor Lerner som undervisar i arkeologi och historia vid Arlen Universitetet en röd Saab 900 gen1 cabriolet och i Patch Boomhauer (S8E1) kommer Jeff Boomhauers bror Patch Boomhauer åkande i en vit Saab 9-3 gen1 cabriolet.
- I MacGyver förekommer bland annat flera Saab 9000 i olika avsnitt, körda av exempelvis Pete Thornton.
- I Parallax kör Martins mamma en Saab 9-3 Cab.
- I Rebus kör inspektör Rebus en begagnad Saab 900.
- I Royal Pains kör Hank en Saab 900 Cab.
- I Seinfeld kör Jerry Seinfeld en Saab 900 cabriolet av båda generationer.
- I The Big Bang Theory kör Leonard Hofstadter en Saab 9-5.
- I Tru Calling kör Tru en röd 1987 års Saab 900.

### Böcker
- Saab 900 Turbo användes av James Bond i flera av böckerna (skrivna av John Gardner).
- Kurt Vonnegut misslyckades med att sälja tvåtaktssaabar och hävdar att det är därför han aldrig fått nobelpriset i litteratur.[91]
- I Änglar och demoner kör Robert Langdon en Saab 900S.
- Inspector Rebus i Ian Rankins böcker kör en Saab 900.
- Saabs sista strid och Cirkus Muller av journalisten Jens B Nordström.
- En man som heter Ove - bokens huvudperson kan inte tänka sig att äga någon annan bil än en Saab.

### Musik specialskriven för marknadsföring av Saab-modeller
- Låten "Release Me" med gruppen Oh Laura är specialskriven för Saab BioPower.
- Låten "The Time Is Now" med sångerskan Asha Ali är specialskriven för Saab 9-3X.

### Övrigt
- Ett CPU-supportchip från Hewlett-Packard har en bild på en Saab 900 Turbo 16 cabriolet.[92]
- "V4 Kombi" hette en restaurang i Göteborg i början på 1990-talet (1990-1997). Full av Saabprylar, menyerna var inlagda i instruktionsboksomslag och reklambroschyrer för nämnda bilmodell.